# Zboară cu mine (film din 2021)
Zboară cu mine este un film franco-italian regizat de către Christophe Barratier împreună cu Matthieu Delaporte, Anthony și Alexandre de La Patellière. Această producție a fost lansată în anul 2021, fiind o adaptare după romanul german Dieses bescheuerte Herz: Über den Mut zu träumen de Lars Amend și Daniel Meyer (din 2013), care era deja ecranizat în filmul Dieses bescheuerte Herz de Marc Rothemund (2017).
Acest film a fost selectat să fie prezentat oficial la Festivalul Internațional de Film de comedie Alpe d'Huez în același an, înainte ca acesta să fie anulat din cauza crizei de sănătate COVID-19.

## Rezumat
Thomas, în vârstă de 29 de ani, își petrece aproape toate nopțile în club și zilele dormind. Tatăl său, medicul chirurg Doctor Reinhard, este obosit și trist de această situație pentru că tânărul său fiu nu face nimic cu viața lui. Acesta decide să nu îi mai dea bani. De asemenea, îi cere să aibă grijă de unul dintre tinerii săi pacienți, Marcus, în vârstă de 12 ani, care locuiește singur cu mama sa Maissa. Tânărul suferă de o boală gravă și are multiple dizabilități. Viața lui se rezumă doar la centrul de primire medicală și la analizele de zi cu zi în spital.

## Distribuție
- Victor Belmondo: Thomas Reinhard
- Gerard Lanvin: Doctor Henry Reinhard
- Yoann Eloundou: Marcus
- Ornella Fleury: Julia
- Marie-Sohna Conde: Maissa
- Francois Bureloup: M. Rouvier
- Jean-Louis Barcelona: Jean Louis
- Gwendalina Doycheva: Manon
- Andranic Manet: Charles
- Delphine Cottu: Astrid
- Lawrence Joseph: Clarisse

## Producție
Filmul este inspirat dintr-o poveste adevărată inspirată de romanul german Dieses bescheuerte Herz: Über den Mut zu träumen de Lars Amend și Daniel Meyer (2013) și care este deja ecranizat în filmul Dieses bescheuerte Herz de Marc Rothemund (2017). Adaptarea este dezvoltată inițial de Alexandre de La Patellière și Matthieu Delaporte. Christophe Barratier s-a alăturat apoi proiectului.
Filmările au început în februarie 2020, dar au fost oprite în martie 2020 din cauza pandemiei de Covid-19.  Principala acțiune se desfășoară în Paris, precum și în La Baule-Escoublac (la hotelul Hermitage și pe plajă) și în mlaștinile sărate de la Batz-sur-Mer din Loire-Atlantique.

### Box office
A fost lansat în cinematografe pe 6 iulie 2021 și au fost vândute 270.756 bilete, filmul având venituri de 2.256.396 de dolari.

### Documentație
- Fly me press kit